# Kanadische Badmintonmeisterschaft 1989
Die Kanadische Badmintonmeisterschaft 1989 fand vom 2. bis zum 4. Februar 1989 im Royal Glenora Club in Edmonton statt.

## Finalresultate
| Disziplin    | Sieger                          | Finalist                    | Ergebnis           |
| ------------ | ------------------------------- | --------------------------- | ------------------ |
| Herreneinzel | John Goss                       | Bryan Blanshard             | 18-16, 18-14       |
| Dameneinzel  | Denyse Julien                   | Doris Piché                 | 11-3, 11-8         |
| Herrendoppel | Bryan Blanshard Ian Johnston    | Mike deBelle Mike Bitten    | 15-12, 10-15, 15-7 |
| Damendoppel  | Johanne Falardeau Denyse Julien | Linda Marks Claire Sharpe   | 15-3, 15-8         |
| Mixed        | Anil Kaul Denyse Julien         | Bryan Blanshard Linda Marks | 15-2, 15-10        |